# Akkretionskeil

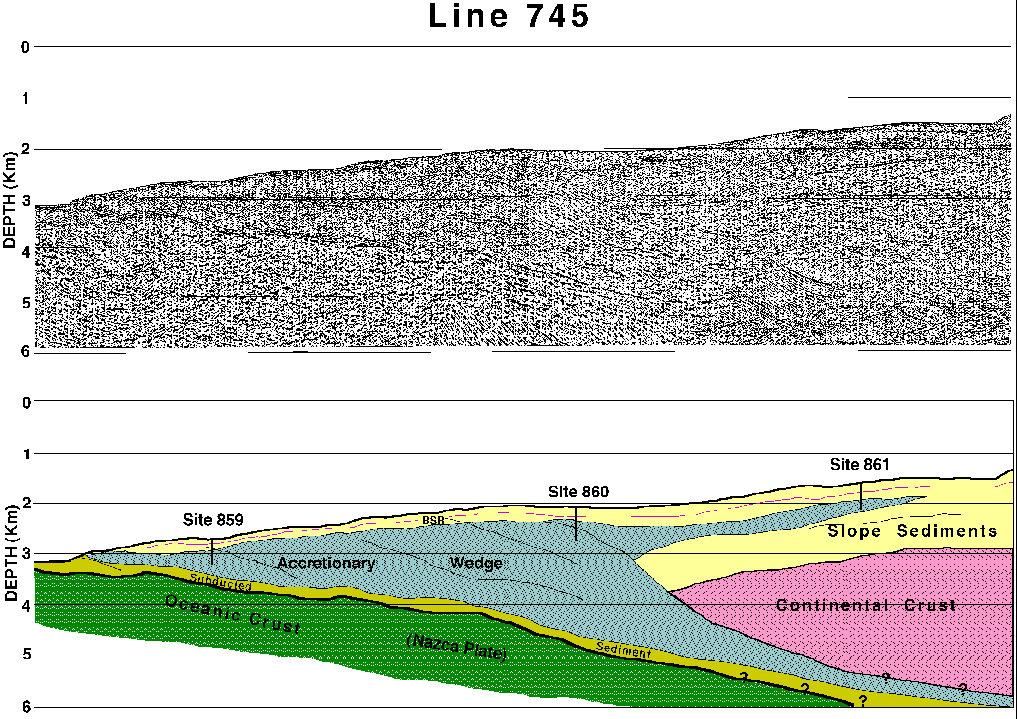
Seismisches und geologisches Profil eines Akkretionskeils vor Südchile

Ein Akkretions- (von lat.: accretio „Zunahme“) oder Anwachskeil ist eine geologische Struktur, die im Rahmen plattentektonischer Vorgänge bei der Subduktion von ozeanischer Kruste an der Vorderseite (engl. forearc) der oberen, überfahrenden Lithosphärenplatte entsteht. Sie entsteht durch die Akkretion (Anlagerung) von Sedimenten, teilweise auch von ozeanischer Kruste, und ist gekennzeichnet durch starke Deformation des akkretierten Materials, das durch zahllose Überschiebungen zerlegt ist.

## Entstehung
Entlang der Plattengrenze, an der die dichtere Platte subduziert wird, bildet sich auf Grund ihres Abknickens unter die obere Platte eine tiefe Furche aus, die als Tiefseerinne bezeichnet wird. Zur Seite der oberen, unterfahrenen Platte hin, wirken im Bereich der Tiefseerinne durch die Kollision der beiden Erdplatten enorme mechanische Druck- und Reibungskräfte. Diese führen dazu, dass die Meeressedimente und zum Teil auch Schichten der ozeanischen Kruste (Obduktion) von der abtauchenden Platte abgehobelt und in einer keilförmigen Anhäufung unter den Rand der oberen Platte angegliedert werden (tektonisches Underplating). Von der Stirn dieser Anhäufung lösen sich häufig Sedimentmassen und werden von Schlammströmen (Olisthostrom), Rutschungen und Turbiditen in die vorgelagerte Tiefseerinne verlagert, wo diese Sedimente nach ihrer Verfestigung als Flysch bezeichnet werden.

## Plattentektonik
Akkretionskeile sind typischerweise an destruktiven Plattengrenzen wie Inselbögen und Plattengrenzen vom Kordilleren- oder Andentyp aufzufinden. Sie treten häufig in Verbindung mit weiteren Strukturen auf, die durch den Subduktionsvorgang erzeugt werden. Das Gesamtsystem hat folgende Elemente: äußere Aufwölbung (engl. outer swell oder bulge) – Akkretionskeil (engl. accretionary prism) – Bogen-Rinnen-Spalt (engl. arc-trench gap oder forearc) – Inselbogen oder Kontinentalrandbogen – Backarc-Bereich oder Randbecken (engl. backarc basin, marginal basin).

### Akkretionskeile an Inselbögen

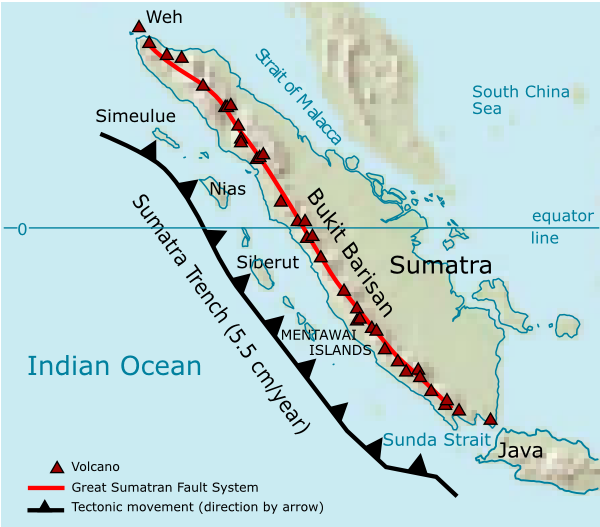
Sumatra: Inselbogen-System. Der Akkretionskeil bildet die vorgelagerte Inselkette

Inselbögen sind Strukturen, die als Folge der Plattentektonik auftreten. Sie entstehen dort, wo sich zwei ozeanische Lithosphärenplatten aufeinanderzubewegen und es schließlich zur Subduktion kommt. Dabei wird eine der beiden Lithosphärenplatten – meist die ältere der beiden, da diese in der Regel bereits stärker erkaltet ist und somit eine höhere spezifische Dichte aufweist – unter die andere „gedrückt“ und zum Abtauchen in den Erdmantel gezwungen.
Der Akkretionskeil ist dem eigentlichen Inselbogen als eine Art äußerer Schwelle vorgelagert, die mit dem Inselbogenvulkanismus jedoch nichts zu tun hat. Je nach Akkretions-, also Zuwachsrate, und Meerestiefe kann der Akkretionskeil bis über die Meeresoberfläche aufragen.